# 안성 기솔리 석조미륵보살입상
안성 기솔리 석조미륵보살입상(安城 基率里 石造彌勒菩薩立像)은 대한민국 경기도 안성시 삼죽면 기솔리에 있으며 고려 시대에 만들어진 석조 미륵보살 입상 2구이다. 1973년 7월 10일 경기도의 유형문화재 제36호로 지정되었다.

## 개요
경기도 안성에 2구의 석불이 나란히 서 있는데, 커다란 돌기둥에 불상의 전체적인 모습을 간략하게 조각한 것이다. 높이 5m나 되는 이 불상들은 아마도 1장(丈) 6척(尺)(약480cm)의 장륙불상으로 만든 것으로 생각되는데, 그 당시 흔히 조성되던 장륙불상의 한 예로 보아도 좋을 듯하다.
안성지방을 중심으로 고려 초기에 대형 미륵불을 조성하던 분위기 속에서 만들어진 작품으로 보이며, 실제로 마을에서는 북쪽의 것을 남(男) 미륵불, 남쪽의 것을 여(女) 미륵불이라고 부른다.
4각형의 얼굴은 매우 평면적인 모습이고, 굵은 목에는 형식적인 3개의 주름이 표현되었다. 옷은 양 어깨를 감싸고 있으며 전면에 완만한 U자형 옷주름이 돌기둥 같은 신체를 감싸고 있다. 양 손은 가슴에서 손바닥을 정면으로 향해서 펴서 들고 있는 모습을 하고 있다. 비대한 얼굴에 나타난 세부 표현, 장방형의 신체에 짧은 상체, 각이 진 어깨와 양감 없는 체구 등에서 고려시대의 지방화 된 석불양식을 보여주고 있다.
이러한 거구의 석불들은 이 지방 일대에 상당수 남아 있어서 고려시대 지방화 된 석불양식 연구에 귀중한 자료가 되고 있다.

## 참고 문헌
- 기솔리석불입상 - 국가유산청 국가유산포털